# Dorge Rostand Kouemaha
Dorge Rostand Kouemaha (Loum, 1983. június 28. –) kameruni válogatott labdarúgó.

## Mérkőzései az kameruni válogatottban
| #  | Dátum              | Ellenfél                | Eredmény | Kiírás              | Esemény |
| -- | ------------------ | ----------------------- | -------- | ------------------- | ------- |
| 1. | 2008. november 19. | Dél-afrikai Köztársaság | 2 – 3    | barátságos mérkőzés | 86'     |
| 2. | 2009. február 11.  | Guinea                  | 3 – 1    | barátságos mérkőzés | 89'     |
| 3. | 2010. március 3.   | Olaszország             | 0 – 0    | barátságos mérkőzés | 46'     |
| 4. | 2010. május 25.    | Grúzia                  | 0 – 0    | barátságos mérkőzés |         |
| 5. | 2010. május 29.    | Szlovákia               | 1 – 1    | barátságos mérkőzés | 73'     |

## Pályafutás
Az egykori kameruni utánpótlás válogatott, Dorge Kouemaha már hazájában is letette névjegyét, ahol Doualában, a Victoria United csapatában játszott. 2004-ben egy meccsen a listavezető Racing FC Bafoussam csapata ellen úgy nyert a Victoria 4-0-ra, hogy mind a négy gólt Kouemaha szerezte. A 2004-2005-ös szezonban ugyan csapata kiesett a bajnokságból, de ő maga kameruni gólkirály lett.
Kamerunból 2005 januárjában a görög elsőosztályú Aris FC (Szaloniki) csapatába szerződött négy és fél évre két honfitársával, Samuel Alain Inogue-val és Eugene Eyah Fomumbod-dal. A bemutatkozásra a görög kupában került sor a másodosztályú Ethnikos ellen, ahol az 59. percben csereként lépett pályára és 20 perccel később győztes gólt fejelt (2-1). A szintén 2-1-re végződött visszavágón is ő szerezte a győztes gólt. Az Aris azonban végül 14. lett a görög bajnokságban és kiesett az elsőosztályból.
2006 januárjában a magyar bajnokság újoncához, az FC Tatabánya csapatába igazolt, ahol első gólját a tavaszi szezon első meccsén, a Lombard FC Pápa elleni idegenbeli, 5-0-ra megnyert mérkőzésen szerezte. A csapatban Márkus Tibor tavaszi gyengébb szereplésének és Nagy Tamás sérülésének köszönhetően egyre több szerephez jutott, a 2006-07-es szezonra (Márkus Tibor távozása után) az elsőszámú gólfelelős lett.
2007 nyarán hazai átigazolási rekordért, 60 millió forintért a bajnok, Debreceni VSC-hez igazolt.
2008 nyarán az MSV Duisburg csapatahoz igazolt.
2009 nyara óta az FC Bruges csapatában játszik.
2011 nyarán kölcsönben a német 1. FC Kaiserslautern-hez került.
2012 augusztusában a Bundesliga újonc Eintracht Frankfurt csapatához került kölcsönbe.

## Eredmények
- kameruni utánpótlás válogatott
- kameruni gólkirály (2004)
- görög bajnoki 14. helyezés az Aris Szalonikivel (2005)
- magyar bajnoki 5. helyezés az FC Tatabányával (2006)
- szuper kupa győztes DVSC (2007)
- magyar bajnoki 2. helyezés DVSC (2008)
- magyar kupagyőztes DVSC (2008)

## Cikkek
Angolul:
- 2004. június 21.: Victoria United – Racing FC Bafoussam 4-0 http://www.webcitation.org/query?url=https%3A%2F%2Fwww.webcitation.org%2F5nDYglSYL%3Furl%3Dhttp%3A%2F%2Fnews.bbc.co.uk%2Fsolpda%2Fukfs_sport%2Fhi%2Fnewsid_3825000%2F3825991.stm&date=20100201131027
- 2005. január 24.: Az Arisba szerződik
- 2005. február 2.: Bemutatkozása az Arisban Archiválva 2005. augusztus 31-i dátummal a Wayback Machine-ben
- 2005. február 11.: Az Ethnikos elleni visszavágó Archiválva 2005. augusztus 31-i dátummal a Wayback Machine-ben

Magyarul:
- Dorge Kouemaha minden meccsen gólokkal segítené a Tatabányát